# Relaciones Chile-Japón
Las relaciones Chile-Japón son las relaciones internacionales entre la República de Chile y Japón, que se remontan al siglo XIX. 

## Historia
Antes de la restauración Meiji un primer buque japonés llegó a puertos chilenos. Posteriormente, se concreta la apertura del primer consulado chileno en Japón, en el puerto de Yokohama. El establecimiento formal de relaciones diplomáticas se produjo el 25 de septiembre de 1897, cuando se firmó el Tratado de Amistad, Comercio y Navegación entre Japón y Chile, que fue ratificado en 1906. Dos años después asumió Carlos Morla Vicuña como ministro plenipotenciario de Chile en Japón, presentando sus credenciales al emperador Meiji.
En 1894,  la Armada de Chile traspasó a la Armada Imperial japonesa la Esmeralda III, un crucero con avanzada tecnología. Rebautizado como Itzumi, dicho buque tuvo una destacada participación en la batalla naval del estrecho de Tsushima de 1905, que puso fin a la guerra rusojaponesa.En 1909, Japón estableció su legación en Santiago.
Durante la Segunda Guerra Mundial, el 20 de enero de 1943 estos países se convirtieron en beligerantes entre sí por la declaración de guerra de Chile contra Japón. El 7 de octubre de 1952 se reanudaron las relaciones diplomáticas, y a partir de entonces entre los dos países se mantiene una relación amistosa de ayuda mutua. En 1984, se creó la Liga Parlamentaria de Amistad con Chile en el Parlamento japonés (1984) y su contraparte en Chile, en 1992.
Tras el terremoto de Chile de 2010, el gobierno japonés envió materiales de emergencia y ofreció una cooperación financiera para comprar equipos médicos y construir un hospital en Hualañé.

## Visitas de Estado

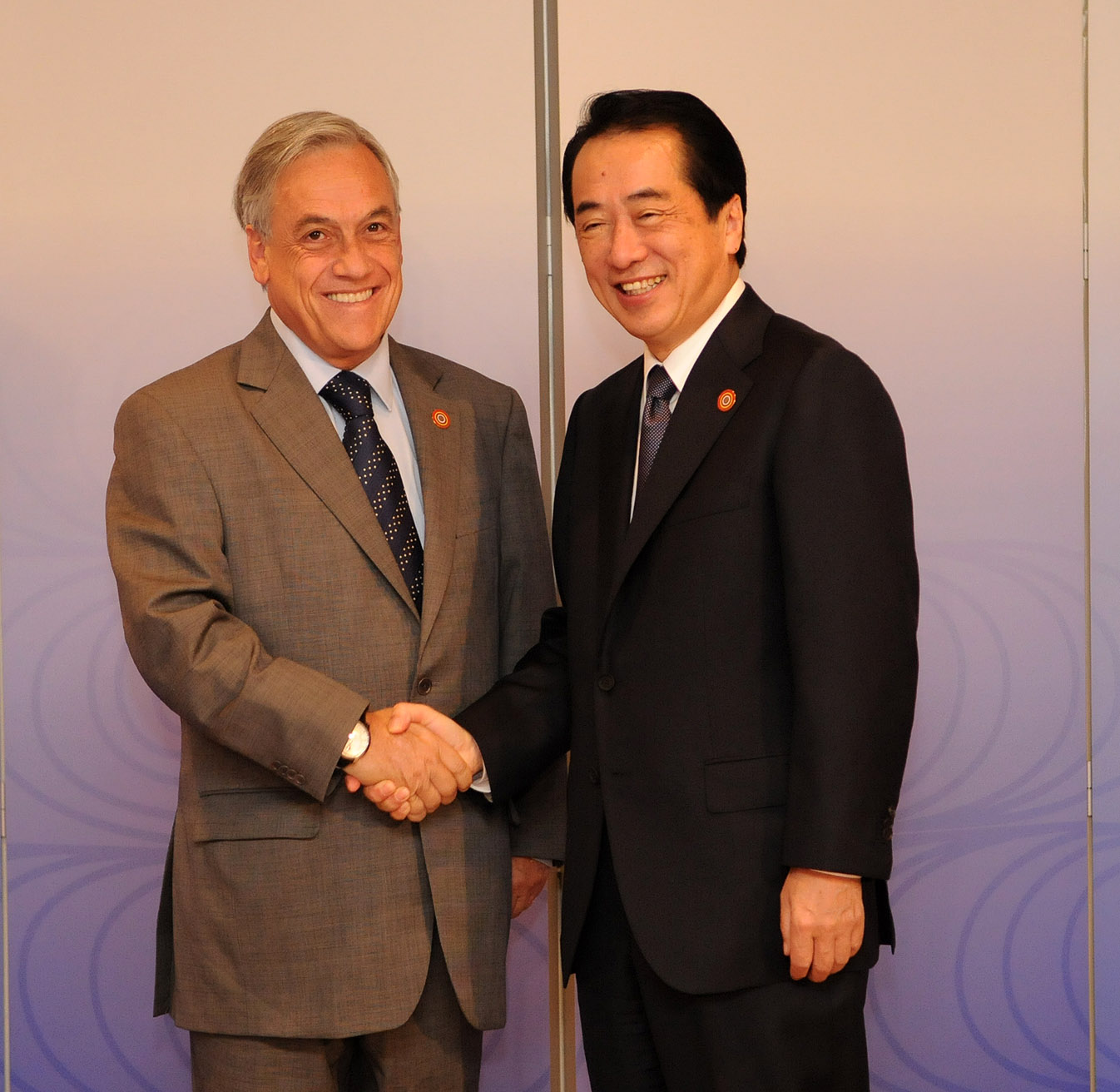
Sebastián Piñera, presidente de Chile, y Naoto Kan, primer ministro de Japón (11 de mayo de 2010).

En 1959 visitó Chile el primer ministro Nobusuke Kishi, abuelo del ex primer ministro, Shinzo Abe. Los presidentes Patricio Aylwin (1992) y Eduardo Frei (1994 y 1995) también realizaron visitas oficiales a Japón durante sus mandatos. En 1996, el primer ministro Ryutaro Hashimoto visitó Chile como antesala de lo que sería al año siguiente la celebración de los 100 años de relaciones diplomáticas, ocasión en que el presidente Frei, acompañado de una importante delegación que incluyó al Buque Escuela "Esmeralda", visitó nuevamente Japón.
Posteriormente se registran las visitas del presidente chileno Ricardo Lagos (2003) y del primer ministro Junichiro Koizumi, este último con ocasión de la reunión de APEC Chile 2004. La presidenta Michelle Bachelet visitó Japón en 2007 y 2018, siendo recibida por el emperador emérito Akihito. En noviembre de 2010, el presidente de Chile Sebastián Piñera visitó Japón. El 11 de noviembre se reunieron Seiji Maehara, ministro de Asuntos Exteriores japonés, y el canciller chileno Alfredo Moreno, mientras que el primer ministro Naoto Kan y el presidente Piñera se reunieron el 14 de noviembre.

## Relaciones económicas
En Chile se encuentra una de las mayores compañías mineras de cobre del mundo, Codelco. También se extrae molibdeno como un subproducto del cobre que también cuenta con el tercer mayor volumen de producción en el mundo, después de China y Estados Unidos. Por otra parte, la larga línea costera de Chile en relación con la japonesa, fomentan la explotación pesquera, estando dentro de las 10 en el mundo en la captura del año. 
La agricultura forestal también consta activamente.
Estos productos también son elementos de exportación para Japón, al mismo tiempo, el cobre, salmón, madera, molibdeno. Aunque hay una pequeña escala en comparación con la exportación de recursos y productos marinos, el vino también ha sido exportado, en 2015 Francia dejó el primer lugar como exportador de vino a Japón. Por otro lado, las exportaciones de Japón a Chile son: automóviles y piezas de automóviles, construcción, así como maquinaria minera.
En marzo de 2007 entró en vigor un acuerdo de asociación económica firmado entre Chile y Japón el año anterior, el cual ha contribuido al auge de las inversiones japonesas en el país sudamericano. De hecho, en 2014, Chile fue el tercer socio comercial latinoamericano de Japón y el segundo exportador de la región al mercado japonés, con envíos sobre los 7 500 millones de dólares. Asimismo, Japón se ha convertido en uno de los principales inversionistas extranjeros en Chile, liderando las estadísticas de inversión materializada los años 2011 y 2013. El Tratado Fiscal entre Japón y Chile ha sido firmado enero de 2016.
En 2023, el intercambio comercial entre ambos países ascendió a los 9 264,4 millones de dólares estadounidenses, lo que supuso un 0,03% de crecimiento promedio anual en los últimos cinco años. Los principales productos exportados por Chile fueron cobre, molibdeno, salmones y litio, mientras que Japón exportó mayoritariamente aceites combustibles destilados, automóviles y neumáticos.

## Misiones diplomáticas
- Chile tiene una embajada en Tokio.
- Japón tiene una embajada en Santiago.

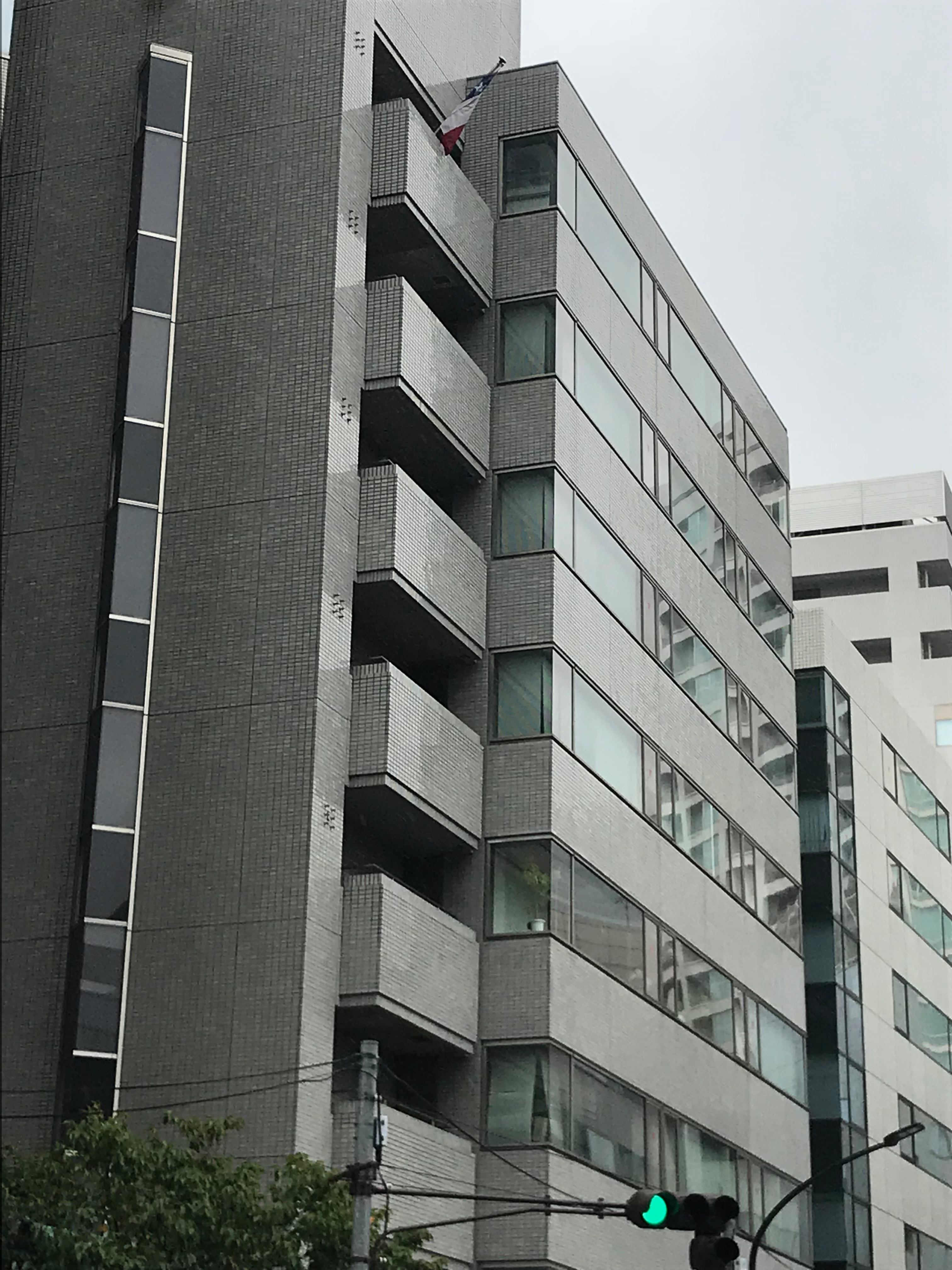
Embajada de Chile en Tokio.
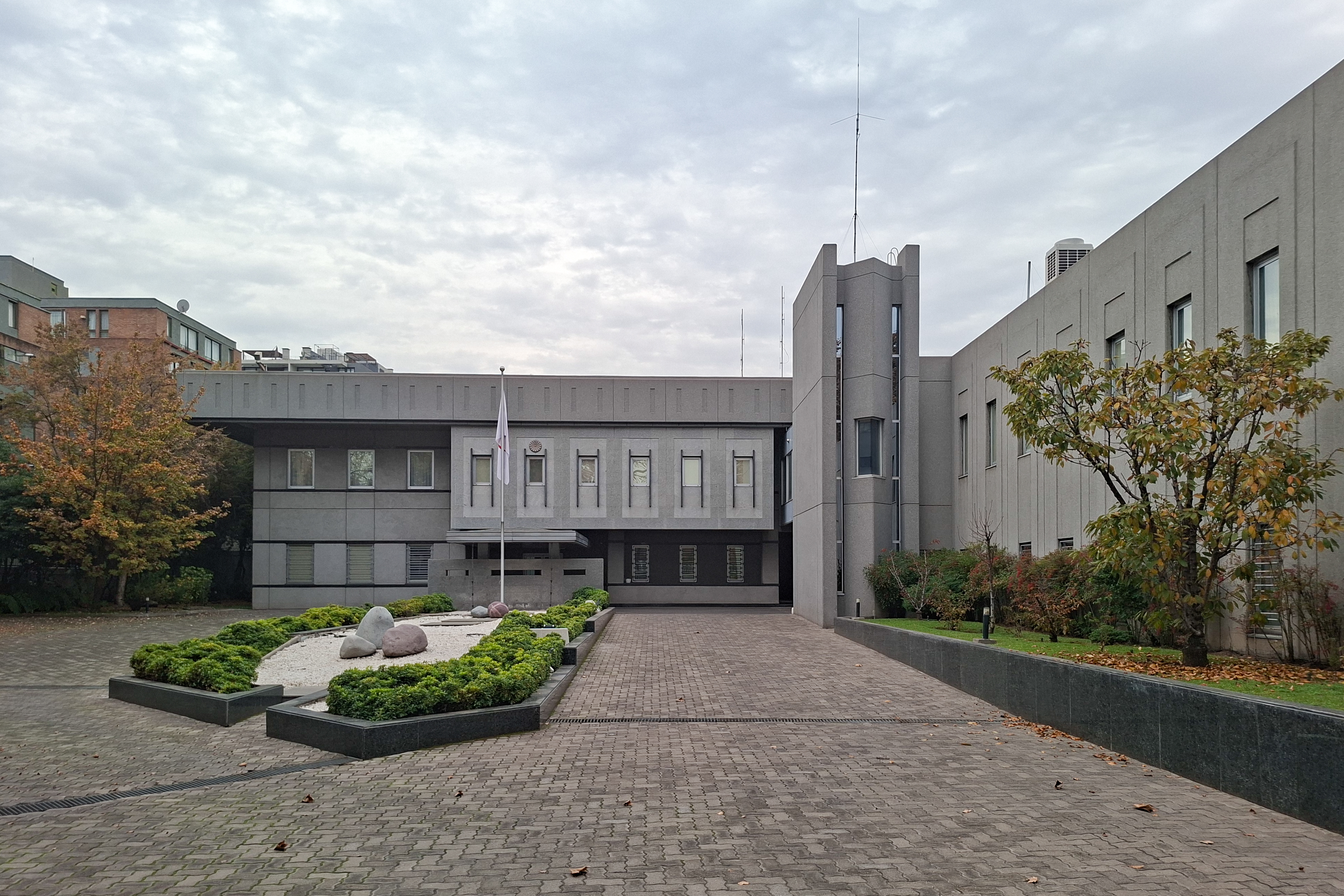
Embajada de Japón en Santiago.